# Yanbike Corona
L'Yanbike Corona è una struttura geologica della superficie di Venere.